# Эглофф, Лилиан
Лилиан Эглофф (нем. Lilian Egloff; родился 20 августа 2002, Хайльбронн, Германия) — немецкий футболист, полузащитник.

## Футбольная карьера
Лилиан — уроженец города Хайльбронн, расположенного в земле Баден-Вюртемберг. Заниматься футболом начинал в местной команде «Бретцфельд-Раппах», в 10 лет перебрался в академию клуба «Штутгарт». C сезона 2018/2019 — игрок молодёжной команды клуба. Провёл за неё 32 матча, забил 11 мячей.
В 2020 году впервые получил вызов в первую команду. 22 февраля 2020 года дебютировал во второй Бундеслиге в поединке против команды «Ян Регенсбург», выйдя на поле на замену на 82-й минуте вместо Гонсало Кастро. Всего в дебютном сезона появлялся на поле трижды. Вместе с командой завоевал второе место и вышел в Бундеслигу.
20 августа 2020 года Лилиан продлил свой контракт со «Штутгартом» на четыре года. Пропустил начало сезона 2020/2021 из-за травмы. 17 октября 2020 дебютировал в чемпионате Германии в поединке против берлинской «Герты», выйдя на замену на 90-й минуте вместо всё того же Гонсало Кастро.